# Lingua gronings

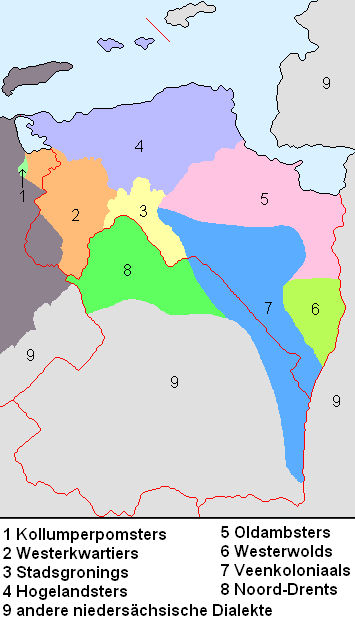
Suddivisione dei dialetti Gronings

La lingua gronings, localmente conosciuto come Grunnegs o Grönnegs, è una lingua appartenente alla famiglia del basso sassone, parlata nella provincia di Groninga e nelle aree confinanti della Drenthe e della Frisia.
Il Gronings, e le varietà più strettamente correlate presenti nella Frisia orientale, presentano forti influenze provenienti dalla Lingua frisone ed importanti correlazioni con le lingue del Basso sassone. Il dialetto è caratterizzato da un accento tipico e da un altrettanto tipico vocabolario.
Il nome Gronings può essere definito geograficamente in modo perfetto. Il Gronings ed il dialetto nel nord della provincia di Drenthe (Noordenvelds) sono così strettamente collegati che alcuni linguisti li vedono come parte del Gronings. Il dialetto di sud-est, il Veenkoloniaals, è simile su entrambi i lati del confine Groninga-Drenthe. Nel comune frisone di Kollumerland, è parlato il dialetto più occidentale, il Westerkwartiers, come pure un dialetto separato del Gronings chiamato Kollumerpompsters. Quest'ultimo è parlato nel villaggio frisone di Kollumerpomp ed ha ricevuto più influenze dal frisone occidentale, mentre la maggior parte dei dialetti del Gronings hanno una più forte influenza del frisone orientale.
Attualmente le varietà di Gronings riconosciute sono 8:
- Kollumerpompsters
- Westerkwartiers
- Stadjeders
- Hogelandsters
- Oldambtsters
- Westerwolds
- Veenkoloniaals
- Noordenvelds
- Altre varietà del basso sassone

Esempi:
- Westerkertiers: t Eenege dat wie niet doun is slik uutdeeln
- Stadsgrunnegs (città): t Oinege dat wie noit doun is baaltjes oetdailn
- Hoogelaandsters: t Ainege dat wie nait dudden is slik oetdijln
- Westerwoolds: t Einege dat wie nich dun is slikkerij uutdeiln
- Veenkelonioals: t Ainege wat wie nait dudden is slikke uutduiln
- Frisone orientale basso sassone: Dat eenzige, dat wi neet doon is Slickeree utdelen.
- Basso sassone settentrionale (Germania): Dat eenzige, dat wi nich doot, (dat) is Snabbelkraam uutdeeln.
- Nederlandese standard: Het enige dat we niet doen is snoep uitdelen.
- Tedesco standard: Das einzige, das wir nicht machen, ist Süßigkeiten austeilen.
- Scots: The anerly thing we dinnae dae is gie oot snashters.